# British West Indies

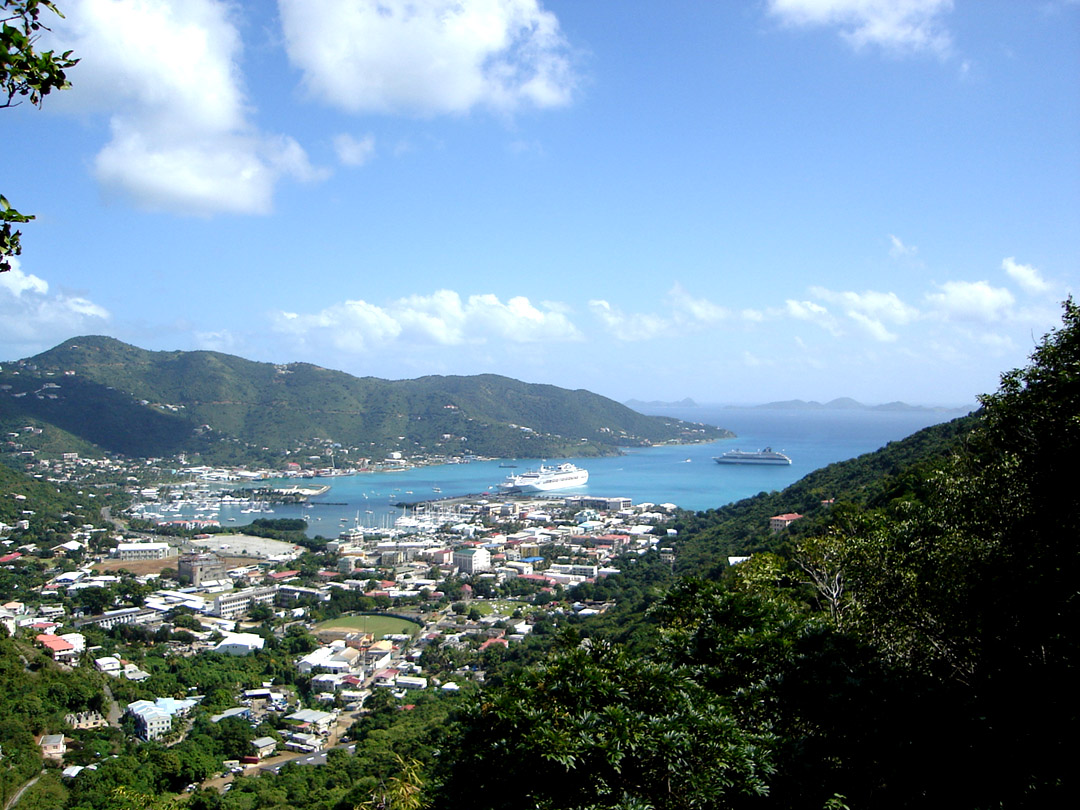
Tortola, British Virgin
Islands

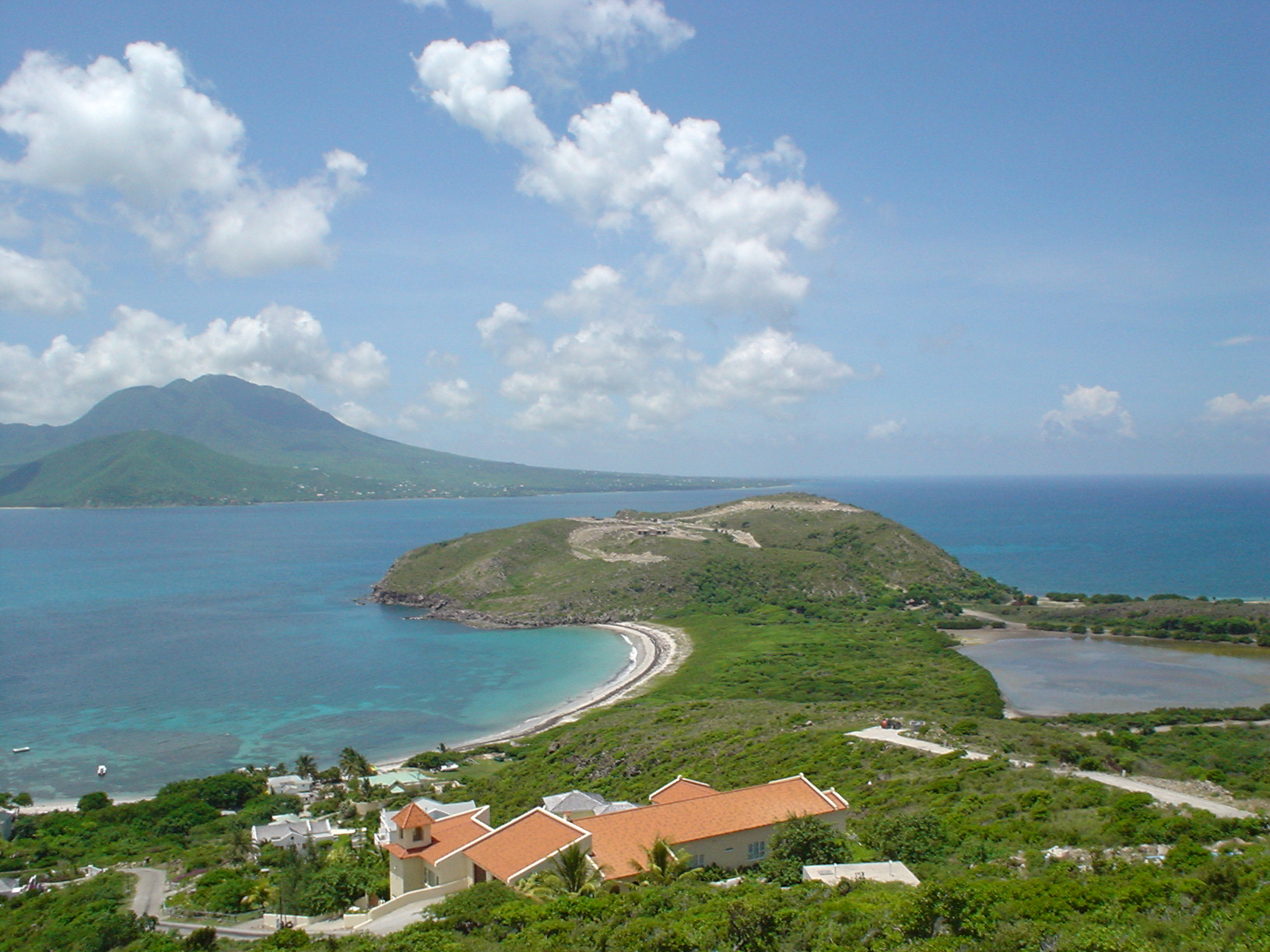
Salzgewinnung auf St. Kitts (rechts), im Hintergrund die Insel Nevis

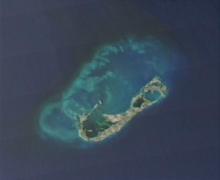
Satellitenaufnahme von Bermuda

British West Indies, auch Anglophone Karibik oder Commonwealth Caribbean bezeichnet die ehemals von Großbritannien kolonialisierten Westindischen Inseln.

## Geschichte
Am 3. Januar 1958 vereinten sich alle Gebiete bis auf die British Virgin Islands und die Bahamas zu der Westindischen Föderation. Diese Föderation hatte allerdings nur bis zum 31. Mai 1962 Bestand. Viele der Inseln sind heutzutage unabhängige Mitglieder des Commonwealth, einige wiederum sind britisch geblieben.
Die ehemaligen britischen Territorien der British West Indies waren:
- Antigua und Barbuda
- Bahamas
- Barbados
- Dominica
- Grenada
- Jamaika
- St. Kitts und Nevis (früher Teil von St. Christopher-Nevis-Anguilla)
- St. Lucia
- St. Vincent und die Grenadinen
- Trinidad und Tobago

Inseln, die britische Überseegebiete blieben (manche abgespalten vom früheren Territorium):
- Anguilla (früher Teil von St. Christopher-Nevis-Anguilla)
- Bermuda
- Britische Jungferninseln
- Kaimaninseln (früher Teil von Jamaika)
- Montserrat
- Turks- und Caicosinseln (früher Teil von Jamaika)

Die anglophonen Länder Zentral- und Südamerikas wurden historisch auch als Teil der British West Indies angesehen:
- Belize (ehemals Britisch Honduras)
- Guyana (ehemals Britisch Guyana)

## Cricket
In der Sportart Cricket treten die meisten der oben genannten Staaten und Territorien gemeinsam als West Indies Cricket Team auf und sind eine der zwölf „Nationalmannschaften“, die Test-Cricket-Spiele austragen. Oft sind die Cricket-Meisterschaften mit der bekannten FIFA-Fußball-Weltmeisterschaft zu vergleichen. Auf den West Indies hat die Cricketmeisterschaft ungefähr dieselbe Bedeutung wie Fußball in Deutschland seit dem Zweiten Weltkrieg. Das West Indies Cricket Team nahm an beinahe jedem Cricket World Cup teil, gewann die ersten beiden Austragungen 1975 und 1979 und verpasste lediglich das Turnier 2023. Außerdem gewannen sie den Men’s T20 World Cup zweimal (2012 und 2016) sowie je einmal die Champions Trophy (2004) und die U19-Cricket-Weltmeisterschaft (2016). Die West Indies waren Gastgeber wichtiger Turniere wie des Cricket World Cup 2007, der World Twenty20 2010 und des Men’s T20 World Cup 2024 (zusammen mit den Vereinigten Staaten).